# Carrozzeria Sports Cars
Die Carrozzeria Sports Cars (ab 1963: Sports Cars di Benedetti & C.) war ein italienischer Hersteller von Automobilkarosserien, zu dessen Inhabern der ehemalige Rennfahrer Piero Drogo zählte. In den 1960er-Jahren gestaltete und baute Sports Cars einige erfolgreiche Wettbewerbsfahrzeuge für die Scuderia Ferrari und Maserati. Außerdem schuf das Unternehmen zahlreiche individuelle Einzelaufbauten für Renn- und Straßenfahrzeuge für private Kunden.

## Unternehmensgeschichte
Die Carrozzeria Sports Cars hatte ihren Sitz in Modena. Sie wurde 1960 von Otello Benedetti, Piero Drogo und Lino Marchesini gegründet; 1963 kam Mario Allegretti als weiterer Teilhaber hinzu, der vorher sein eigenes Unternehmen Allegretti e Gentilini betrieben hatte. Weil Piero Drogo die zentrale Figur des Unternehmens war, wurde es in der Öffentlichkeit auch (formal unrichtig) als „Drogo Sports Cars“ oder einfach als „Drogo“ bezeichnet. Ab 1963 firmierte der Betrieb als Sports Cars di Benedetti & C.
Abgesehen von einigen Rennsportautos wie etwa dem Aguzzoli Condor und Bizzarrini-Modellen baute Sports Cars kaum Neufahrzeuge. Der Betrieb war darauf spezialisiert, gebrauchte Chassis unterschiedlicher Hersteller neu einzukleiden, beispielsweise nach Rennunfällen oder weil der Eigentümer nach einigen Jahren „etwas Neues“ wollte. Die Carrozzeria Sports Cars setzte bei ihren Entwürfen so weit wie möglich die Wünsche der Auftraggeber um. Ein Schwerpunkt lag auf Chassis von Ferrari. Die Carrozzeria Sports Cars war einer der wenigen Karosseriehersteller, die die Erlaubnis hatten, für die neuen Aufbauten Ferraris Cavallino Rampante zu verwenden. Daneben wurden aber auch einzelne Fahrgestelle von Maserati, De Santis und Jaguar neu karossiert.
Verantwortlicher Designer der Carrozzeria Sports Cars war in vielen Fällen S. Tadini, oft gestaltete aber auch Drogo die Formen selbst. Zum Personal gehörten zeitweise auch die Mechaniker Giorgio Neri und Luciano Bonacini, die sich nach kurzer Zeit mit ihrem Betrieb Neri e Bonacini selbständig machten. In den 1960er-Jahren waren beide Unternehmen eng miteinander verbunden. Die Carrozzeria Sports Cars und Neri e Bonacini waren mehrfach wechselseitig als Subunternehmer füreinander tätig.
Die Carrozzeria Sports Cars stellte den Betrieb 1971 ein. Zwei Jahre später starb Drogo bei einem Autounfall.

## Wettbewerbsfahrzeuge mit Sports-Cars-Aufbau

### Maserati „Birdcage“

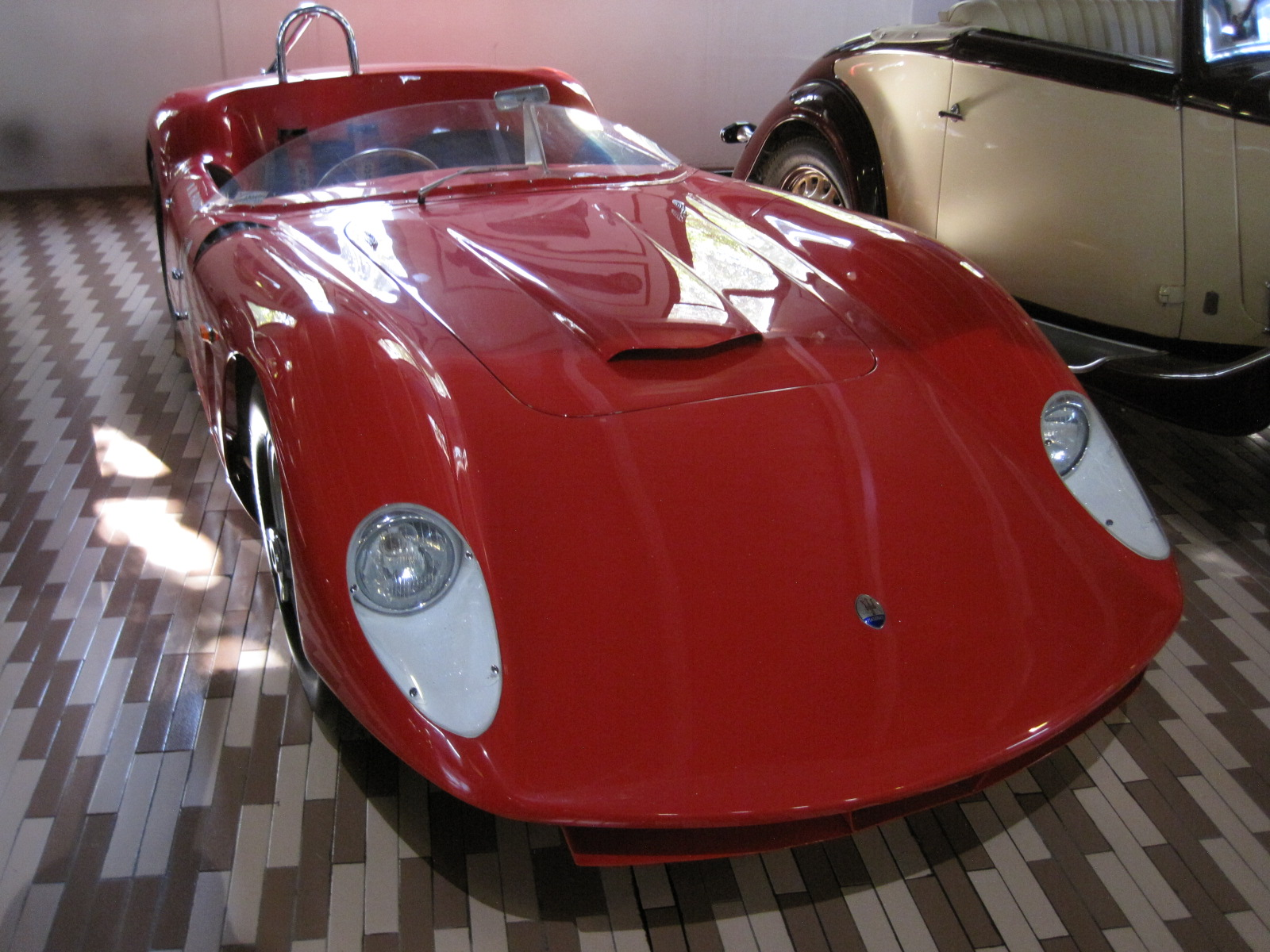
Maserati Tipo 61 „Birdcage“ mit späterer Drogo-Karosserie

Der erste Auftrag der Carrozzeria Sports Cars war die Neugestaltung eines Maserati Tipo 61 „Birdcage“. Er betraf das Auto mit der Fahrgestellnummer 2472, das Maserati 1961 für das US-amerikanische Motorsportteam Camoradi Racing aufgebaut hatte. Camoradi brachte den Wagen in werksmäßiger Ausführung bei vier Läufen der Sportwagen-Weltmeisterschaft 1961 an den Start, von denen es zwei gewann: Teamchef Lloyd „Lucky“ Casner kam beim 1000-km-Rennen auf dem Nürburgring 1961 und eine Woche später beim Großen Preis von Rouen jeweils als Erster ins Ziel. Beim 4-Stunden-Rennen von Pescara 1961 verunglückte Casner auf einem Straßenkurs in den Abruzzen in der 15. Runde und beschädigte seinen „Birdcage“ schwer. Casner beauftragte die Carrozzeria Sports Cars mit dem Wiederaufbau des Autos. Piero Drogo gestaltete den Wagen als flachen Spyder, der keine Ähnlichkeit mit dem Werksaufbau hatte. Außerdem wurde das Fahrwerk überarbeitet: Sports Cars ersetzte unter anderem die serienmäßige De-Dion-Hinterachse durch eine Doppelquerlenkerkonstruktion aus dem neueren Tipo 63. Camoradi brachte den inoffiziell als „Drogo-Birdcage“ bezeichneten Wagen 1962 und 1963 noch bei je einem Rennen an den Start, erzielte aber keine Erfolge mehr. Das Auto ging danach zurück zu Maserati, wo es dreieinhalb Jahrzehnte unverändert verwahrt wurde. 1999 kaufte der italienische Sammler Umberto Panini den „Drogo-Birdcage“, der seitdem zur sogenannten Panini-Sammlung gehört.

### Maserati Tipo 151/3

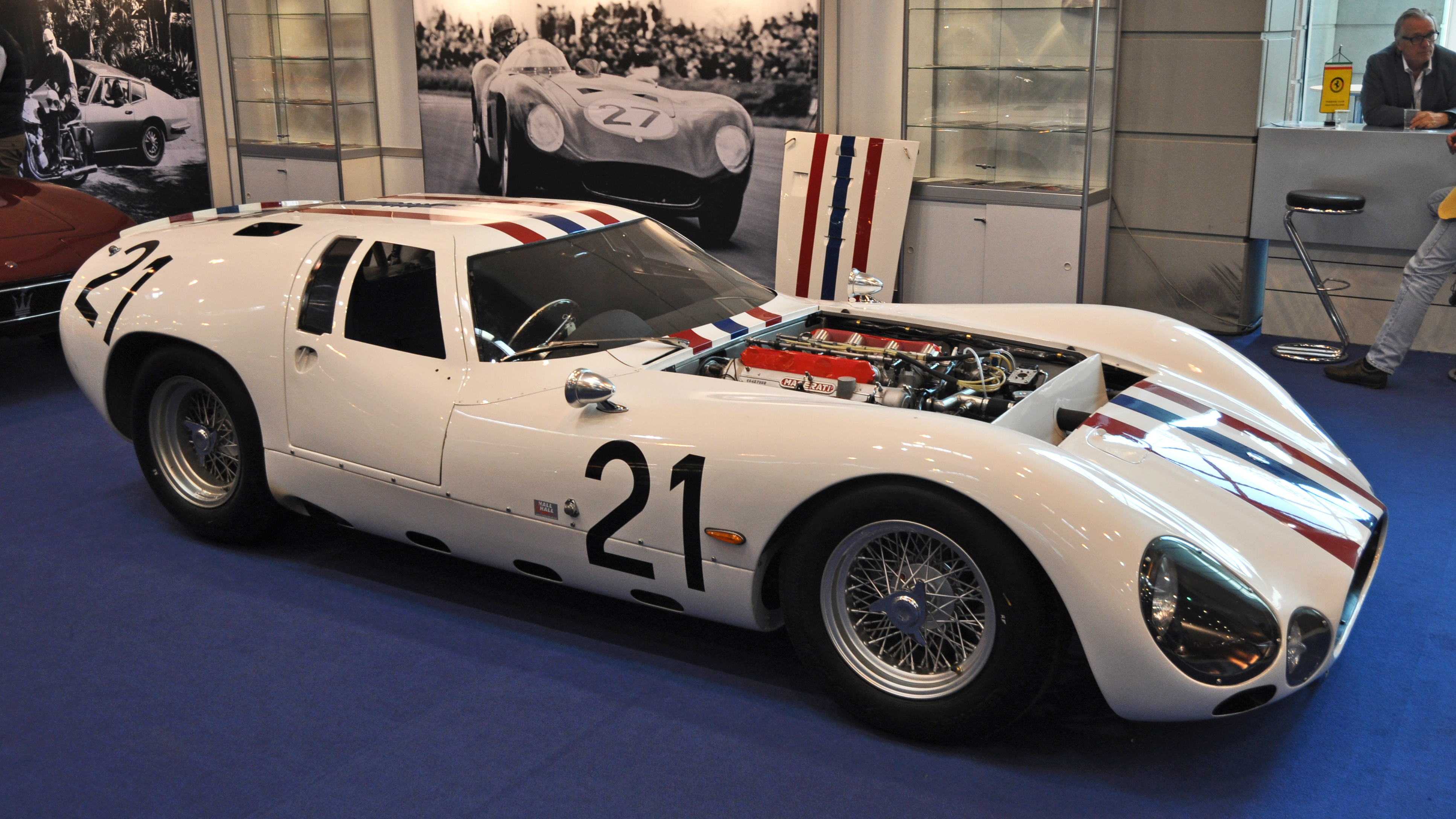
Maserati Tipo 151/3 mit Kammheck-Karosserie von Drogo

Für die Sportwagen-Weltmeisterschaft 1962 konstruierte Maserati den Tipo 151, einen Nachfolger des „Birdcage“, der primär für den Einsatz beim 24-Stunden-Rennen von Le Mans vorgesehen war. Das technische Konzept und die Fließheckkarosserie des Autos gingen auf Giulio Alfieri zurück. In Maseratis Auftrag baute das Modeneser Unternehmen Allegretti e Gentilini drei Tipo 151 auf, von denen zwei an Briggs Cunningham gingen und einer von Maserati France übernommen wurde. Keiner der drei Tipo 151 erreichte 1962 in Le Mans das Ziel. Während die beiden Cunningham-Autos danach in den USA eingesetzt wurden, ging der Wagen von Maserati France zurück ins Werk, um für weitere Einsätze überarbeitet zu werden.
Entweder 1962 oder 1963 wurde der Radstand des Maserati-France-Autos verlängert, sodass der Motor tiefer eingebaut werden konnte. Zudem erhielt das Auto eine neue Karosserie, die Piero Drogo entworfen hatte. Besondere Merkmale waren ein annähernd waagerecht auslaufendes Dach und ein Kamm-Heck, das das Konzept des ein Jahr früher erschienenen „Ferrari Breadvan“ aufgriff. Es ist unklar, ob diese Karosserie tatsächlich bei Sports Cars aufgebaut wurde. Einige Quellen gehen davon aus, dass sie wiederum bei Allegretti e Gentilini entstand, die danach als Subunternehmer für Drogo tätig waren. Möglicherweise gingen die Arbeiten von Allegretti e Gentilini und Sports Cars auch ineinander über, weil Allegretti e Gentilini mit Ablauf des Jahres 1963 den Betrieb einstellte und Mario Allegretti, einer der Inhaber, Teilhaber der Carrozzeria Sports Cars wurde. Der 151/3 mit Drogo-Karosserie ging für Johnny Simones Maserati-France-Team beim 24-Stunden-Rennen von Le Mans 1964 an den Start, fiel aber erneut aus. Einige Quellen gehen davon aus, dass die Drogo-Karosserie bereits beim 24-Stunden-Rennen von Le Mans 1963 im Einsatz gewesen sei. Das widerspricht den gängigen Statistiken.

### Ferrari „Breadvan“

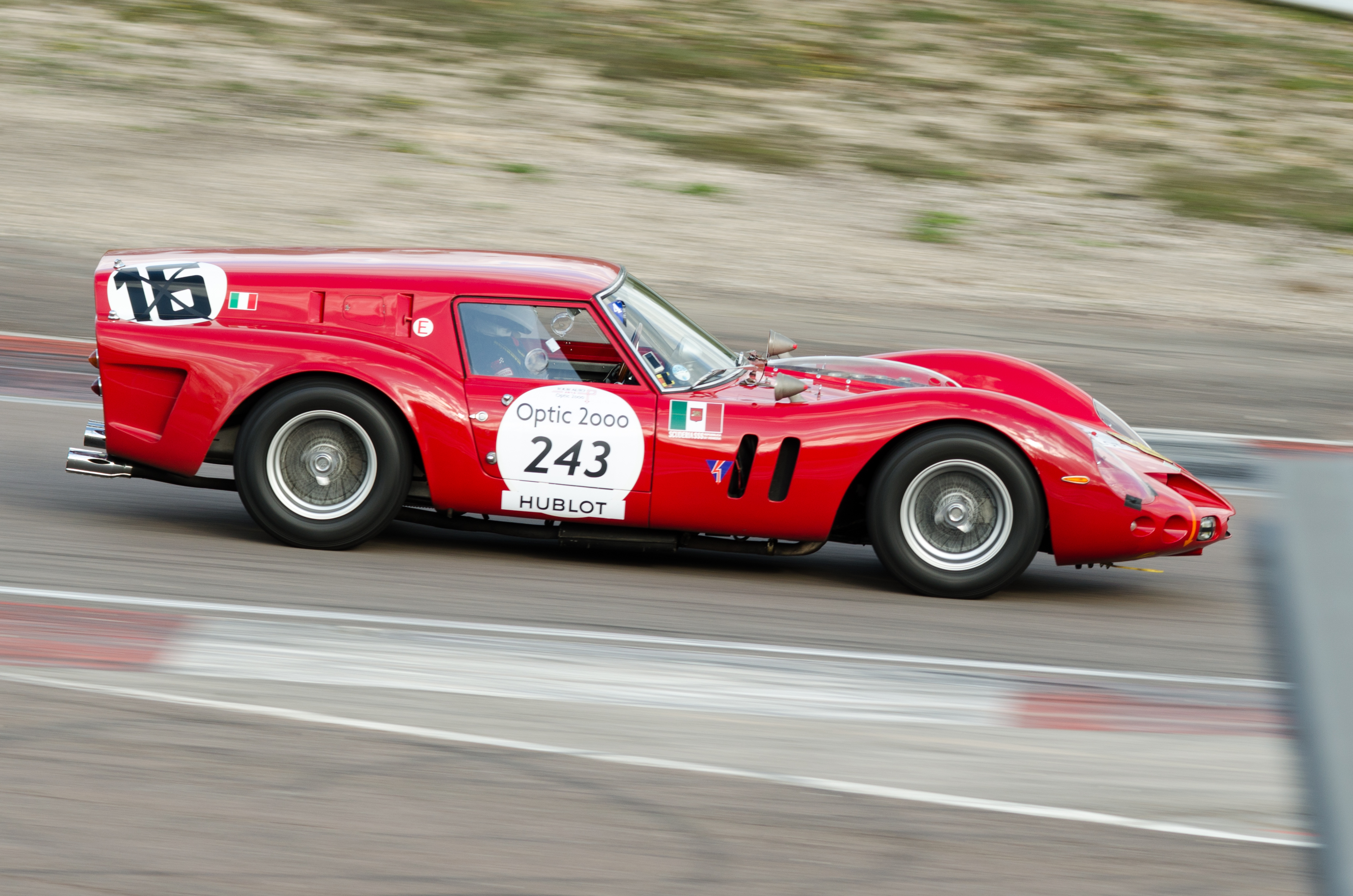
Bei Drogo entwickelt: Ferrari 250 GT SWB Breadvan

Einer der außergewöhnlichsten Rennwagen der 1960er Jahre war der „Ferrari Breadvan“. Giotto Bizzarrini hatte ihn Ende 1961 für das venezianische Motorsportteam Scuderia Serenissima des Conte Giovanni Volpi di Misurata konstruiert. Er sollte mit dem neuen 250 GTO des Ferrari-Werksteams konkurrieren. Der Wagen basierte technisch auf dem Ferrari 250 GT Berlinetta SWB SEFAC Hot Rod und nutzte das Chassis Nr. 2819GT, das das Werk 1961 mit einer Standardkarosserie von Scagiletti verlassen hatte. Ein besonderes äußeres Merkmal des „Breadvan“ war sein Kamm-Heck, das für die Spitznamen „Breadvan“ (Brotwagen) oder „Camionette“ (kleiner Lastwagen) verantwortlich war. Die Karosserie des Breadvan wird üblicherweise der Carrozzeria Sports Cars zugeschrieben. Gesichert ist, dass Drogos Unternehmen früh in die Entwicklung des Aufbaus einbezogen wurde und die Karosserieteile herstellte. An der Herstellung war darüber hinaus auch Neri e Bonacini beteiligt; wahrscheinlich wurden hier die technischen Komponenten in das Auto eingebaut.

### Ferrari 330 P2, 330P3, 330P4 und 412P

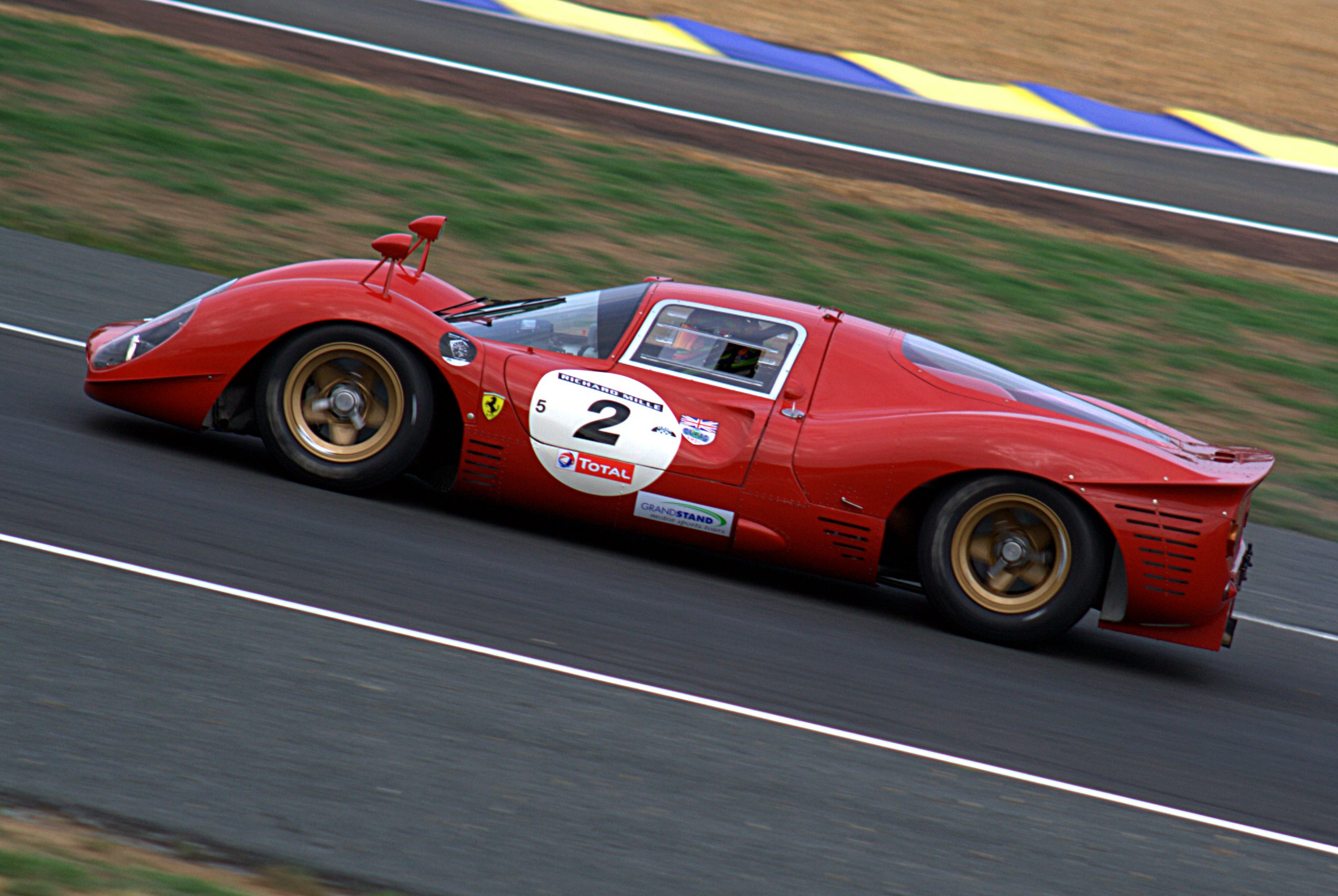
Ferrari 330P3 (1966)

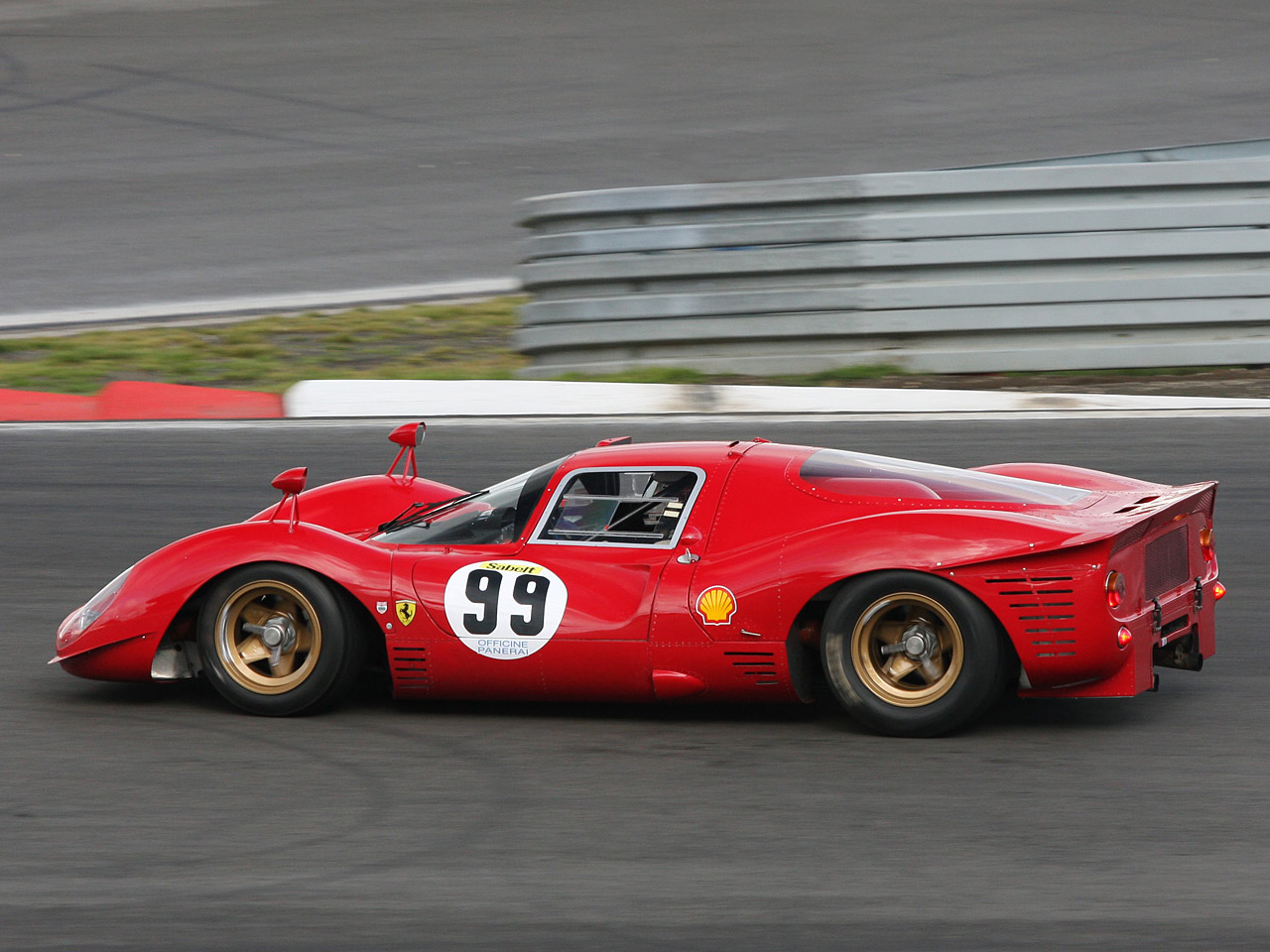
Ferrari 330P4 (1967)

Von 1964 bis 1967 baute die Carrozzeria Sports Cars im Auftrag Ferraris eine Reihe von Rennsportwagen für das Werksteam, aber auch für Kundenteams. Sports Cars übernahm in dieser Zeit die Funktionen, die die Carrozzeria Fantuzzi innegehabt hatte. In vielen Fällen steuerte Piero Drogo auch das Design der Aufbauten bei. Die Beziehung zu Sports Cars endete 1969, als Ferrari dazu überging, die Rennwagen selbst aufzubauen.
Zu den umfangreichsten Aufträgen der Carrozzeria Sports Cars gehörten die Rennsportwagen der Ferrari-330P-Reihe. 1963 debütierte der aus dem 275P entwickelte Ferrari 330P, dem im Jahr darauf der 330P2 folgte. Mit ihnen gewann Ferraris Werksmannschaft 1964 und 1965 die Sportwagen-Weltmeisterschaften. Der 330P und 330P2 waren wie ihre Vorgänger noch bei Fantuzzi entstanden; der Entwurf der offenen Stufenheckkarosserien kam von Pininfarina.
Parallel zu Fantuzzis Werks-330P2 baute die Carrozzeria Sports Cars eine etwa fünf Fahrzeuge umfassende Kleinserie mit eigenständigem, wiederum bei Pininfarina entwickeltem Design, die an Privatteams wie NART und Filipinetti verkauft wurden. Die zunächst inoffiziell als 330P2 Spyder Drogo bezeichneten Autos erhielten später vergrößerte Motoren mit 4,4 Litern Hubraum und liefen dann als Ferrari 365P2.
Ab Saison 1966 stellte die Carrozzeria Sports Cars nicht nur die Kunden-, sondern auch die Werkswagen der 330P-Reihe her. Dort entstanden zunächst drei 330P3, deren Design Piero Drogo zugeschrieben wird. Stilistisch folgten die Autos allerdings im Grundsatz den von Pininfarina entworfenen 330P2 Spyder Drogo bzw. 365P2, die Sports Cars 1965 für die Privatteams gebaut hatte. In diesem Jahr musste sich Ferrari in der Weltmeisterschaft dem Konkurrenten Ford geschlagen geben. Zum Jahresende gingen einige 330P3 mit Drogo-Karosserien an die Privatteams Filipinetti, Maranello Concessionaires und NART, die sie äußerlich unverändert, aber mit modifizierter Antriebstechnik 1967 unter der Bezeichnung 412P einsetzten.
1967 erschien im Werksteam der nochmals weiterentwickelte 330P4, der wieder eine Drogo-Karosserie hatte. Von ihm stellte die Carrozzeria Sports Cars drei Exemplare her. Mit ihnen erzielte die Scuderia Ferrari mit den Paarungen Lorenzo Bandini/Chris Amon und Mike Parkes/Ludovico Scarfiotti jeweils Doppelsiege beim 24-Stunden-Rennen von Daytona 1967 sowie beim 1000-km-Rennen von Monza und gewann am Ende die Weltmeisterschaft vor Porsche.

### Ferrari Dino 206P und 206S

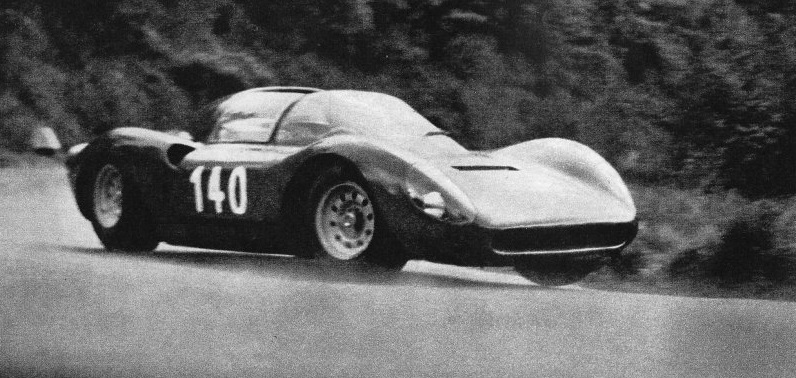
Ferrari Dino 206 SP

Der Ferrari Dino 206 war ein Wettbewerbsfahrzeug für die 2,0-Liter-Klasse. Er war für den Einsatz bei Sportwagen- und für Bergrennen vorgesehen. Auf den Prototyp Dino 206P von 1965 mit 1,6 Litern Hubraum folgte 1966 der Dino 206S mit einem 2,0 Liter großen Sechszylinder-V-Motor. Der Karosserieentwurf für beide Modelle wird Pininfarina zugeschrieben, den Aufbau übernahm die Carrozzeria Sports Cars. Äußerlich zeigten der Dino 206P und der Dino 206S deutliche Ähnlichkeiten mit dem 330P3, als dessen verkleinerte Ausgaben sie gelegentlich beschrieben werden. Ferrari plante, 50 Dino 206S fertigen zu lassen, um die Homologation sicherzustellen. Dazu kam es aber nicht. Wegen anhaltender Streiks in Norditalien konnte Sports Cars bis 1969 insgesamt lediglich 18 Fahrzeuge herstellen, davon 15 als Spyder und drei als Berlinettas. Mindestens drei Fahrzeuge erhielten später bei Sports Cars neue Aufbauten.

## Straßenfahrzeuge mit Sports-Cars-Aufbau

### Iso Grifo A3/C

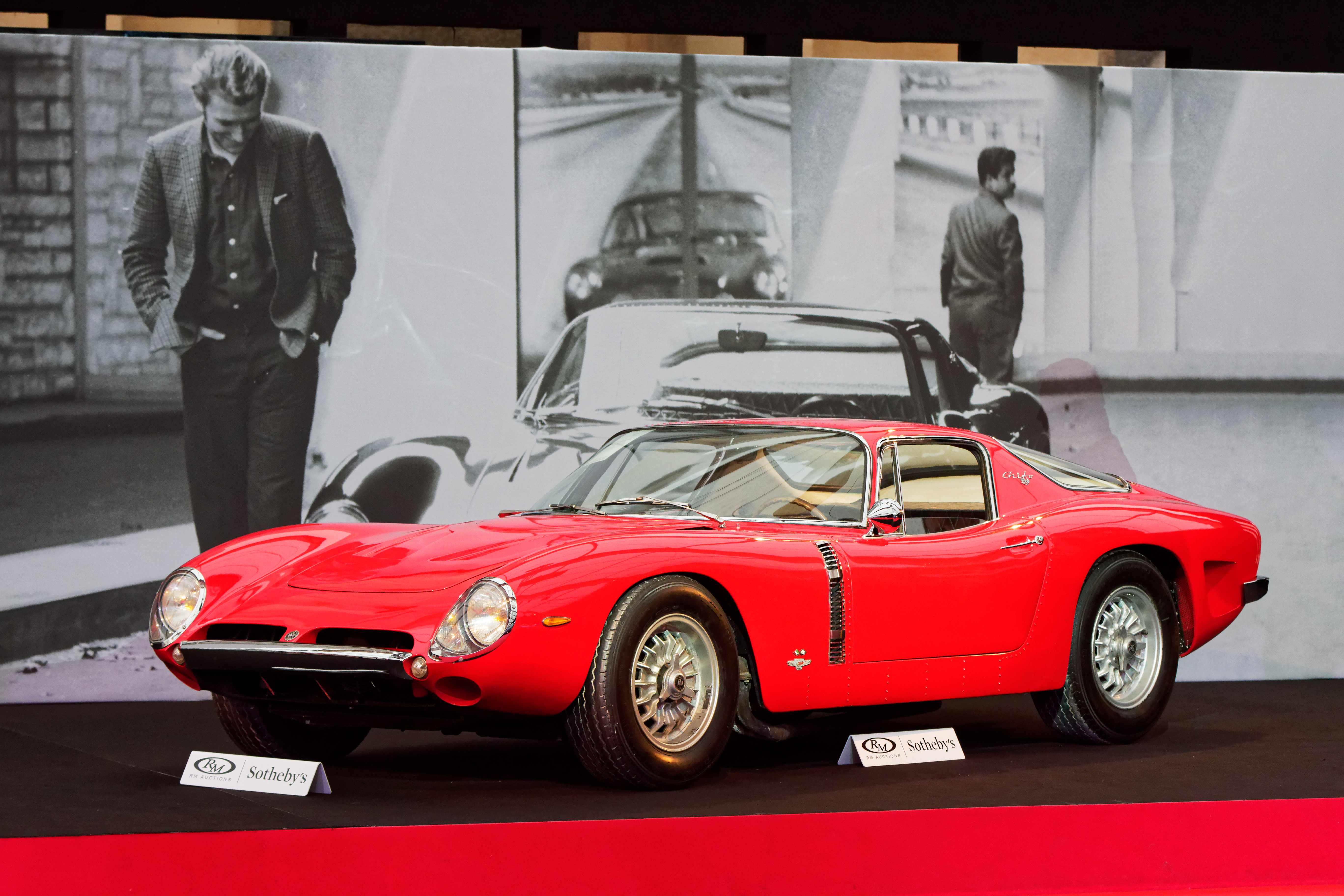
Johnny Hallidays Iso Grifo A3/C

Die Carrozzeria Sports Cars war 1963 an der Entstehung spezieller Varianten des Iso Grifo beteiligt.
Der 1963 Iso Grifo war nach dem Rivolta 300 der zweite Sportwagen des Mailänder Unternehmens Iso Rivolta. Konstrukteur des Autos war Giotto Bizzarrini. Von Beginn an waren zwei Versionen des Grifo vorgesehen: eine komfortable Ausführung mit der Bezeichnung A3/L (für Lusso) und eine straßen- und wettbewerbstaugliche Variante, die A3/C (für Competizione oder Corsa) genannt wurde. Beide Versionen beruhten auf dem gleichen Plattformrahmen und nutzten auch die gleiche Aufhängungs- und Antriebstechnik. Allerdings unterschieden sie sich im Aufbau und im Motortuning. Die Straßenversion des Grifo (A3/L) hatte eine von Giorgetto Giugiaro entworfene Stahlkarosserie, die maschinell bei Bertone hergestellt wurde. Der sehr niedrige Aufbau der wettbewerbstauglichen Version A3/C war stilistisch eigenständig; ihr Entwurf wird üblicherweise Giotto Bizzarrini und Piero Vanni zugeschrieben. In der Iso-Version wurde der A3/C bis 1965 gefertigt. Mit einer Ausnahme, die einen vom Bootshersteller Vincenzo Catarsi zugelieferten Kunststoffaufbau hatte, waren alle A3/C mit Karosserien aus Aluminiumblechen ausgestattet. Sie wurden bei der Carrozzeria Sports Cars in Handarbeit hergestellt. Der Zusammenbau der A3/C erfolgte allerdings bei Bizzarrini in Livorno.
Nachdem sich Giotto Bizzarrini im Sommer 1965 von Iso Rivolta getrennt hatte, setzte er die Produktion des A3/C eigenverantwortlich fort. Das technisch und äußerlich unveränderte Modell erhielt die Bezeichnung Bizzarrini GT 5300. An seiner Entstehung war die Carrozzeria Sports Cars nicht mehr beteiligt. Die Aufbauten des GT 5300 lieferten BBM (1965), später Grosso e Vece (1966 und 1967) und nach deren Insolvenz schließlich Subalpina (1968). Darüber hinaus baute Catarsi einige weitere Kunststoffkarosserien.
Der Iso Grifo A3/C ist heute ein begehrtes Sammlerobjekt, erreicht aber auch mit ungewöhnlicher Historie keine Höchstpreise. Ein Exemplar mit Sports-Cars-Karosserie und aus dem Besitz des französischen Sängers Johnny Hallyday wurde im Februar 2018 bei einer Auktion in Paris angeboten, fand aber keinen Käufer.

### Die Nembo-Ferraris

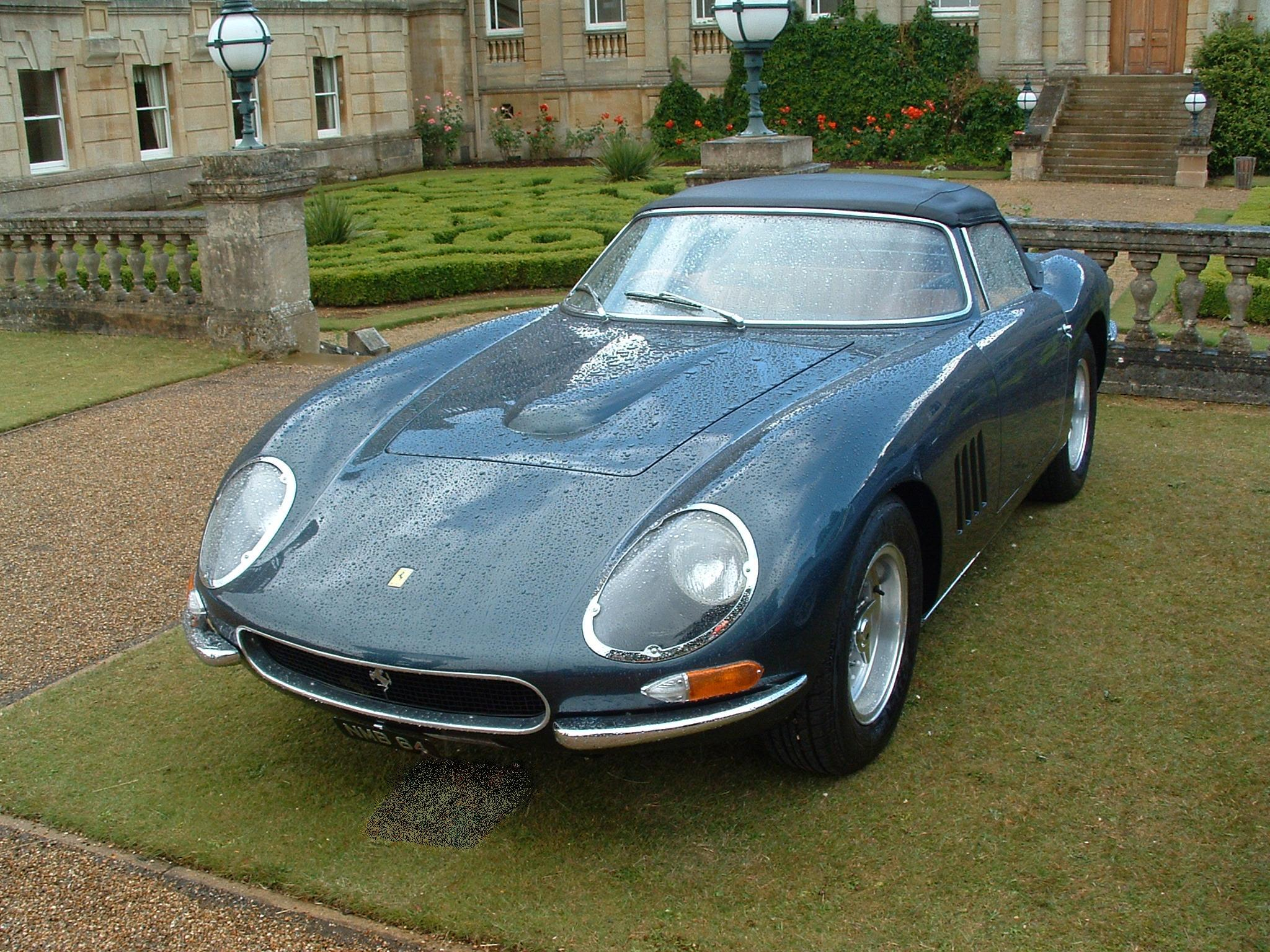
1990 bis 1998 im Stil der Nembo Spyder aufgebauter Wagen auf dem Chassis eines 330 GT 2+2 (Nr. 5805 GT)

Mitte der 1960er-Jahre war Sports Cars an dem Aufbau der sogenannten Nembo-Ferraris beteiligt. Zu ihnen gehören zwei oder drei Nembo Spyder sowie ein geschlossener Nembo GT. Alle Nembo-Modelle beruhen auf älteren Ferrari-Chassis. Sie erhielten neue Spyder- bzw. Coupé-Karosserien, die auf einen Entwurf von Tom Meade zurückgingen. Die Nembo-Ferraris werden üblicherweise Neri e Bonacini zugeschrieben. Tatsächlich entstanden die drei oder vier Autos in arbeitsteiliger Kooperation mit der Carrozzeria Sports Cars: Die bei Neri e Bonacini gezeichneten Karosserien wurden bei Sports Cars in Handarbeit hergestellt. Anschließend baute Neri e Bonacini die Autos unter Einbindung der technischen Komponenten zusammen. Die Nembo Spyder gelten nach Ansicht vieler Beobachter als die schönsten jemals gebauten Ferrari mit Sonderkarosserie und erzielen Preise im siebenstelligen Euro-Bereich. Allerdings werden sie werksseitig nicht als klassische Ferrari anerkannt.
In den 1990er-Jahren entstand ein weiterer Spyder-Aufbau im Nembo-Stil auf dem Chassis eines Ferrari 330 GT 2+2 (Fahrgestellnummer 5805 GT). An seiner Konstruktion waren weder Neri e Bonacini noch die Carrozzeria Sports Cars beteiligt.

### Thomassima II
Die Carrozzeria Sports Cars war an dem Aufbau des Unikats Thomassima II Ibeteiligt. Das Auto war ein straßentauglicher Sportwagen mit den Linien zeitgenössischer Rennfahrzeuge, namentlich des Ferrari 330P3 und 330P4. Sein Schöpfer war der Amerikaner Tom Meade, der das Auto für einen US-amerikanischen Auftraggeber von 1966 bis 1968 konstruierte. Der in Kalifornien geborene Meade lebte in den 1960er-Jahren in Italien, arbeitete zeitweise für Fantuzzi und kam über Luciano Bonacini in Kontakt mit Drogo und Sports Cars. Der Thomassima II nutzte den Gitterrohrrahmen eines Cooper-Rennwagens von 1957, hatte den Motor eines Ferrari 250P und eine Aluminiumkarosserie, die Elemente von Drogos Ferrari 330P3 mit denen des Prototyps zum Alfa Romeo Tipo 33 Stradale verband. Den Aufbau des Autos übernahm die Carrozzeria Sports Cars. Der Thomassima II blieb ein Einzelstück. Er wurde im Oktober 2015 für 9 Mio US-$ versteigert.

### Sonstige Ferrari-Einzelstücke

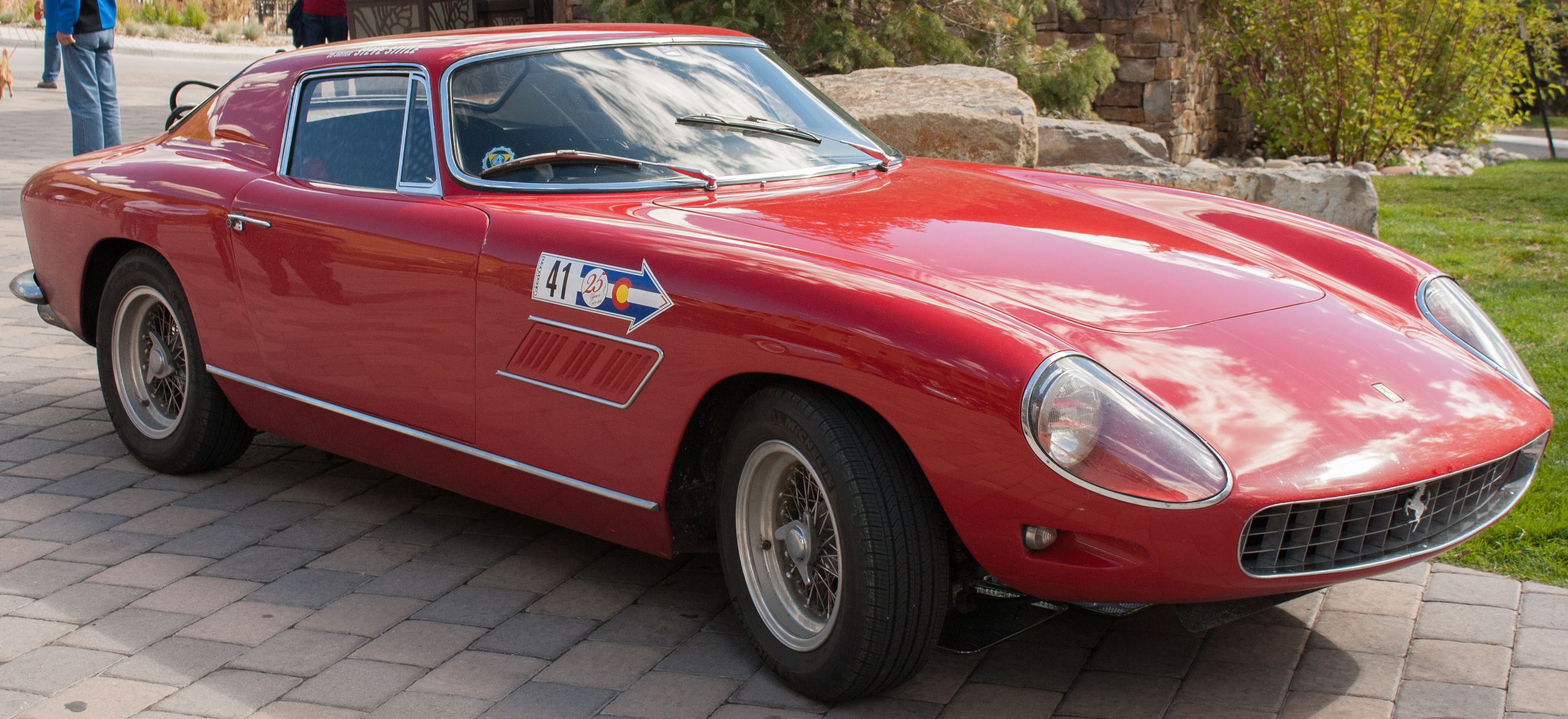
Ferrari 250 GT Coupé mit nachträglich aufgebauter Drogo-Karosserie (0977GT)

Im Laufe der Jahre gestaltete Drogo individuelle Aufbauten für mindestens drei 250-GT-Coupé-Chassis und etwa ein halbes Dutzend Fahrgestelle des 250 GT Berlinetta SWB. In den 1960er-Jahren orientierten sich diese Karosserien vielfach an den Formen des Ferrari 250 GTO. 1967 entstanden zwei betont kantige Fließheckcoupés im Stil des Maserati Ghibli für SWB-Berlinetta-Chassis (Fahrgestellnummern 2067 und 2209); später wurde ein drittes Fahrzeug mit ähnlichem Aufbau hergestellt.
Zu Drogos außergewöhnlichen Kreationen gehört der Drogo Ferrari 330 GT 2+2 Navarro, ein 1968 entstandenes großes Coupé auf dem Fahrgestell eines 330 GT 2+2 (Fahrgestellnummer 7979). Das Auto war eine Auftragsarbeit für den italienischen Nachtclubbesitzer Norberto Navarro. Es hat eine kantige Fließheckkarosserie mit sehr langen Überhängen. Hinten verlaufen breite Streben vom Dach bis zum Heckabschluss. Vorn hat er einen breiten Grill, in den rechteckige Scheinwerfer vom Fiat 125 eingelassen sind. Der Wagen war bei seiner Fertigstellung goldfarben lackiert, was zur Alternativbezeichnung The Golden Car führte. Der 330 GT 2+2 Navarro wird allgemein als außergewöhnlich hässlich und untypisch für Drogo angesehen. Er gilt als Beleg dafür, dass Sports Cars zu dieser Zeit wirtschaftlich schlecht aufgestellt war und es sich nicht leisten konnte, einzelne Aufträge abzulehnen. Kurz nach der Fertigstellung übernahm Ferraris Nordamerika-Importeur Luigi Chinetti den Wagen in der Erwartung, die kantigen Linien würden der US-amerikanischen Kundschaft zusagen. Das Auto ließ sich aber nur schwer verkaufen, und eine Kleinserie, an die Chinetti vorübergehend gedacht hatte, kam nicht zustande. In den folgenden Jahrzehnten ging der Wagen durch zahlreiche Hände, bevor er 2014 nach einer aufwendigen Restaurierung beim Pebble Beach Concours d’Elegance erstmals wieder öffentlich gezeigt wurde.
Einige der Drogo-Karosserien wurden nachträglich wieder entfernt und durch Aufbauten im Stil des jeweiligen Ausgangsfahrzeugs oder durch wiederum neu gestaltete Karosserien ersetzt.

### Weitere Fahrzeuge mit Sports-Cars-Aufbauten
Die Carrozzeria Sports Cars baute auf Kundenwunsch auch Aufbauten für Chassis anderer Hersteller. Ein Jaguar-E-Type-Chassis wurde nach einem Unfallschaden mit einer eckigen Fließheckkarosserie ausgestattet, die Drogos Maserati-Ghibli-Interpretationen aus dem Jahr 1967 ähnelte. Für Automobili Serenissima gestaltete und baute Sports Cars die Karosserie des Mittelmotorwagens Agena. Weitere Chassis kamen von ASA, Cegga oder Porsche.